# Cassythaphaga
Cassythaphaga là một chi bướm đêm thuộc họ Geometridae.